# Ateloptila psamathopa
Ateloptila psamathopa là một loài bướm đêm trong họ Geometridae.